# تقنية معمارية

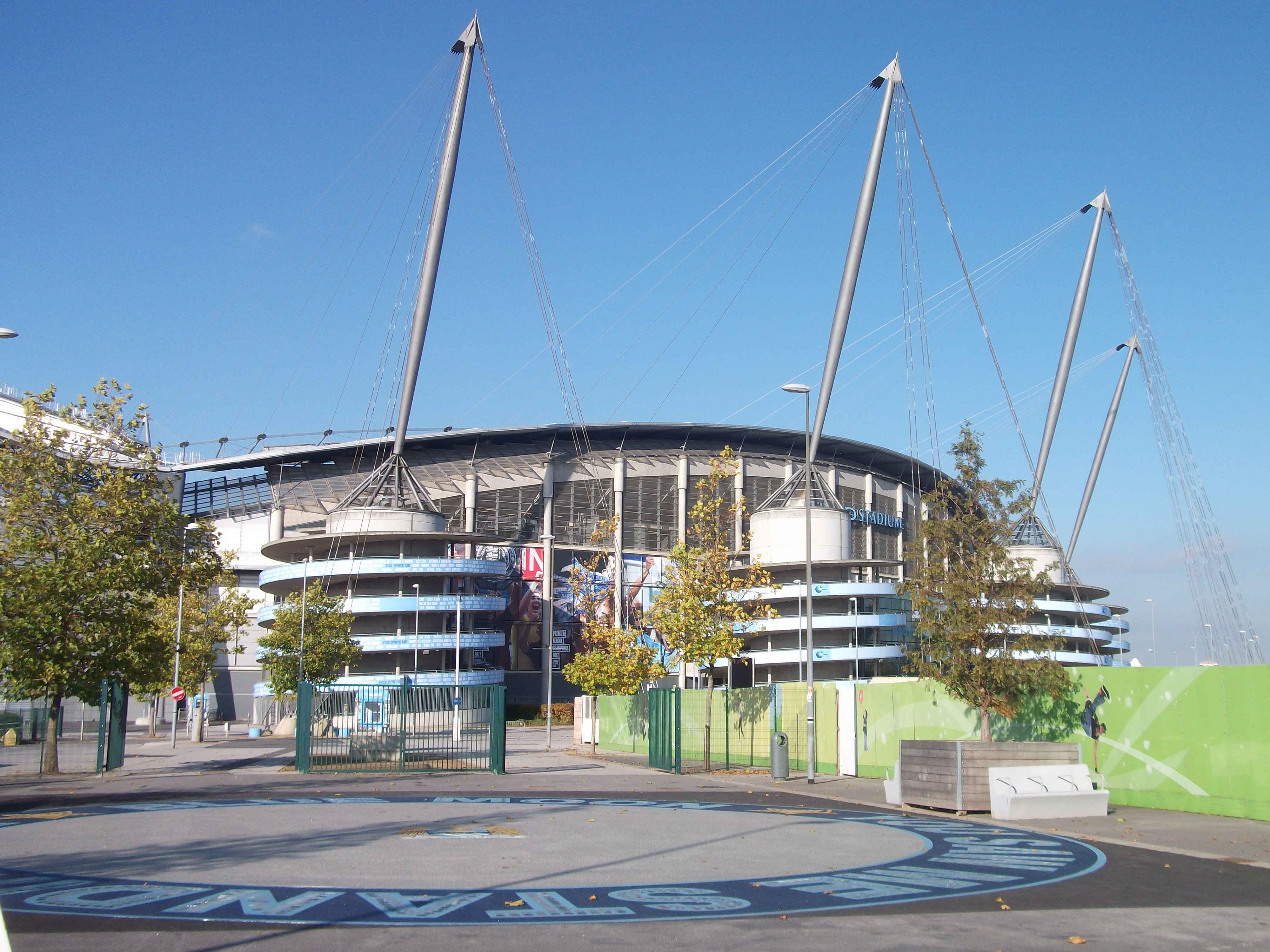
استاد مدينة مانشستر

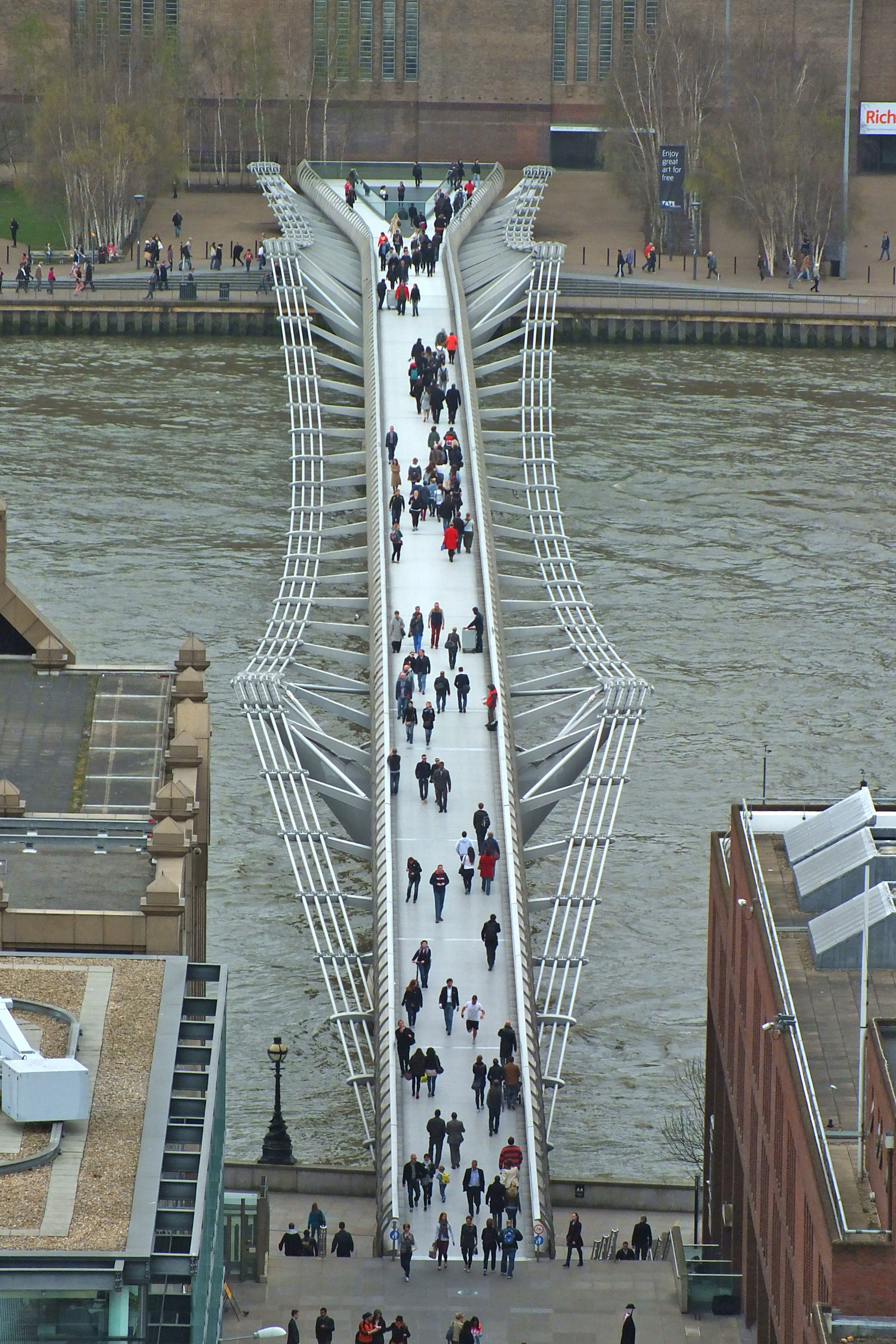
جسر الألفية، لندن

التقنية المعمارية أو تقنية البناء هي تطبيق التكنولوجيا لتصميم المباني. وهي عبارة عن دمج بين الهندسة المعمارية وهندسة البناء، وينظر إليها أحيانا على أنها مجال متميز أو فئة فرعية. وقد أحدثت المواد والتقنيات الجديدة تحديات جديدة في التصميم وأساليب البناء في جميع مراحل تطور المبنى، وخاصة منذ ظهور التصنيع في القرن التاسع عشر. وترتبط التكنولوجيا المعمارية بالعناصر المختلفة للمبنى وتفاعلاته، وهي تتماشى بشكل وثيق مع التقدم المحرز في علوم البناء.
ويمكن تلخيص التكنولوجيا المعمارية على أنها «التصميم التقني والخبرة المستخدمة في تطبيق وتكامل تكنولوجيات البناء في عملية تصميم المباني». أو «القدرة على تحليل وتوليف وتقييم عوامل تصميم المباني من أجل إنتاج حلول تقنية للتصميم ذات كفاءة وفعالية والتي تفي بمعايير الأداء والإنتاج والشراء».

## التاريخ
يعتبر العديد من المتخصصين والمهنيين نظريات فيتروفيوس أساس للتكنولوجيا المعمارية. وقد أثرت محاولة فيتروفيوس لتصنيف أنواع البناء والأساليب والمواد وأساليب البناء على إنشاء العديد من التخصصات مثل الهندسة المدنية والهندسة الإنشائية والتكنولوجيا المعمارية وغيرها من الممارسات التي تشكل الآن ومنذ القرن التاسع عشر إطارا مفاهيميا للتصميم المعماري.
يوضح ستيفن إميت في أبحاثه المنشورة أنه في مجتمعنا الحديث، «يمكن أن تعزى العلاقة بين تكنولوجيا البناء والتصميم إلى عصر التنوير والثورة الصناعية، وهي الفترة التي كان ينظر فيها إلى التقدم في التكنولوجيا والعلوم باعتباره الطريق إلى الأمام، وعصور الإيمان الراسخ في التقدم... مع تكاثر التقنيات من حيث العدد والتعقيد بدأت مهنة البناء في التجزئة».

## ممارسة التقنيات المعمارية
التقنية المعمارية هي المجال الذي يشمل الهندسة المعمارية، وعلوم البناء والهندسة. يتم ممارستها من قبل المهندسين الإنشائيين، والمهندسين المعماريين والمهندسين الهيكليين وغيرهم الذين يطورون التصميم / المفهوم إلى واقع يمكن بناؤه. كما أن الشركات المصنعة المتخصصة التي تقوم بتطوير المنتجات المستخدمة في تشييد المباني، تشارك أيضا في هذا المجال.
بول نوتال (مدير في أروب "ARUP") يقارن دور المهندس الإنشائي بدور المهندس المعماري وتقني العمارة. ولا يمكن أن تقتصر ممارسة التكنولوجيا المعمارية على التكنولوجيا نفسها؛ فإنها ترتبط أيضا بالفراغ، والمبنى، والإضاءة، والبيئة التي يخلقها التصميم والتي تخدم التصميم. والمهني المسؤول عن التصميم التقني يقود المهندسين المتخصصين لتقديم أفضل الحلول التقنية والهندسية للمشروع.
في الممارسة العملية، يتم تطوير التكنولوجيا المعمارية وفهمها ودمجها في المبنى من خلال إنتاج الرسومات المعمارية والجداول الزمنية. وتستخدم تكنولوجيا الحاسوب الآن على جميع أنواع البناء ما عدا البسيط منها: ففي القرن العشرين أصبح استخدام التصميم بمساعدة الحاسوب سائدا، مما يسمح برسومات دقيقة للغاية يمكن مشاركتها إلكترونيا، بحيث يمكن مثلا استخدام الخطط المعمارية كأساس لتصميم خدمات مناولة الهواء والكهرباء. ومع تطور التصميم، يمكن مشاركة هذه المعلومات مع فريق التصميم بأكمله. وهذه العملية تؤخذ حاليا إلى نتيجة منطقية مع الاستخدام الواسع النطاق لنمذجة معلومات المباني (BIM) الذي يستخدم نموذجا ثلاثي الأبعاد للمبنى، تم إنشاؤه بواسطة المدخلات الآتية من جميع التخصصات لبناء تصميم متكامل.
تُستمد التكنولوجيا المعمارية من القيود العملية وقواعد البناء، فضلا عن المعايير المتعلقة بالسلامة والأداء البيئي ومقاومة الحرائق، وما إلى ذلك.

## مواد البناء
حتى القرن العشرين، كانت المواد المستخدمة في البناء تقتصر على الطوب والحجر والأخشاب والصلب لتشكيل الهياكل والألواح والبلاط لتغطية السطح والرصاص وأحيانا النحاس لتفاصيل العزل المائي وتأثيرات التسقيف الزخرفية. كان الرومان يستخدمون الخرسانة، لكنها لم تعرف تقريبا كمادة بناء حتى اختراع الخرسانة المسلحة في عام 1849. البناء الحديث هو أكثر تعقيدا بكثير، مع الجدران والأرضيات والأسقف المبنية كلها من العديد من العناصر لتشمل الهيكل والعزل ومقاومة تسرب المياه والتي في كثير من الأحيان تشمل استخدام طبقات منفصلة أو عناصر.